# All India Radio
All India Radio (également baptisée Aakashvani – आकाशवाणी –, littéralement « Les ondes venues du ciel » ou « Oracle » en hindi) est la société de radiodiffusion nationale indienne. 
Fondée en 1936, elle dépend de la société de radio-télévision nationale Prasar Bharati depuis 1997. 
Comptant parmi les plus importants réseaux de radiodiffusion du monde, elle opère une station de radio pan-indienne (Vividh Barathi) diffusant un programme unique à vocation généraliste dans l'ensemble de l'union, deux stations diffusant de l'information (FM Rainbow Channel) et des émissions de divertissement (FM Gold channel) et près d'une centaine de stations de radio régionales émettant en vingt-quatre langues et cent quarante-six dialectes. Elle est la seule radio indienne à pouvoir toucher la quasi-totalité de la population (99,13 % de la population indienne est en mesure de recevoir ses émissions en 2010).
Si son siège social (baptisé Akashvani Bhavan) est établi dans la capitale fédérale New-Delhi, elle compte des bureaux annexes dans la plupart des métropoles régionales (Bombay, Bangalore, Calcutta…).

## Histoire

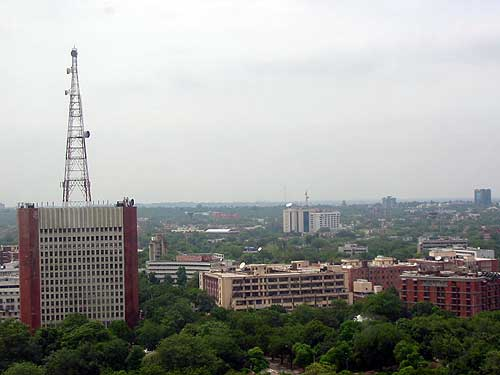
Le siège de AIR (Akashvani Bhavan), à New-Delhi.

Les premières émissions expérimentales de la radio indienne débutent en 1921, alors que le territoire est encore placé sous mandat britannique. Née d'un partenariat entre le service des postes et télégraphes de la colonie et le journal The Times of India, la première station de radio indienne commence ses émissions régulières quelques mois plus tard. D'abord exclusivement consacrée à des émissions musicales et de divertissement, elle entame la diffusion d'un premier journal parlé le 23 juillet 1927. 
Placée sous l'autorité d'une compagnie de radiodiffusion (Indian Broadcasting Company) dès le milieu des années 1920, elle est réorganisée en profondeur après la liquidation de la compagnie au mois de mars 1930 et est placée directement sous le contrôle du gouvernement colonial. Rebaptisée Indian State Broadcasting Company, elle prend le nom de All India Radio en 1936. Les émissions des principales stations sont alors diffusées principalement en anglais, hindoustani et bengali. 

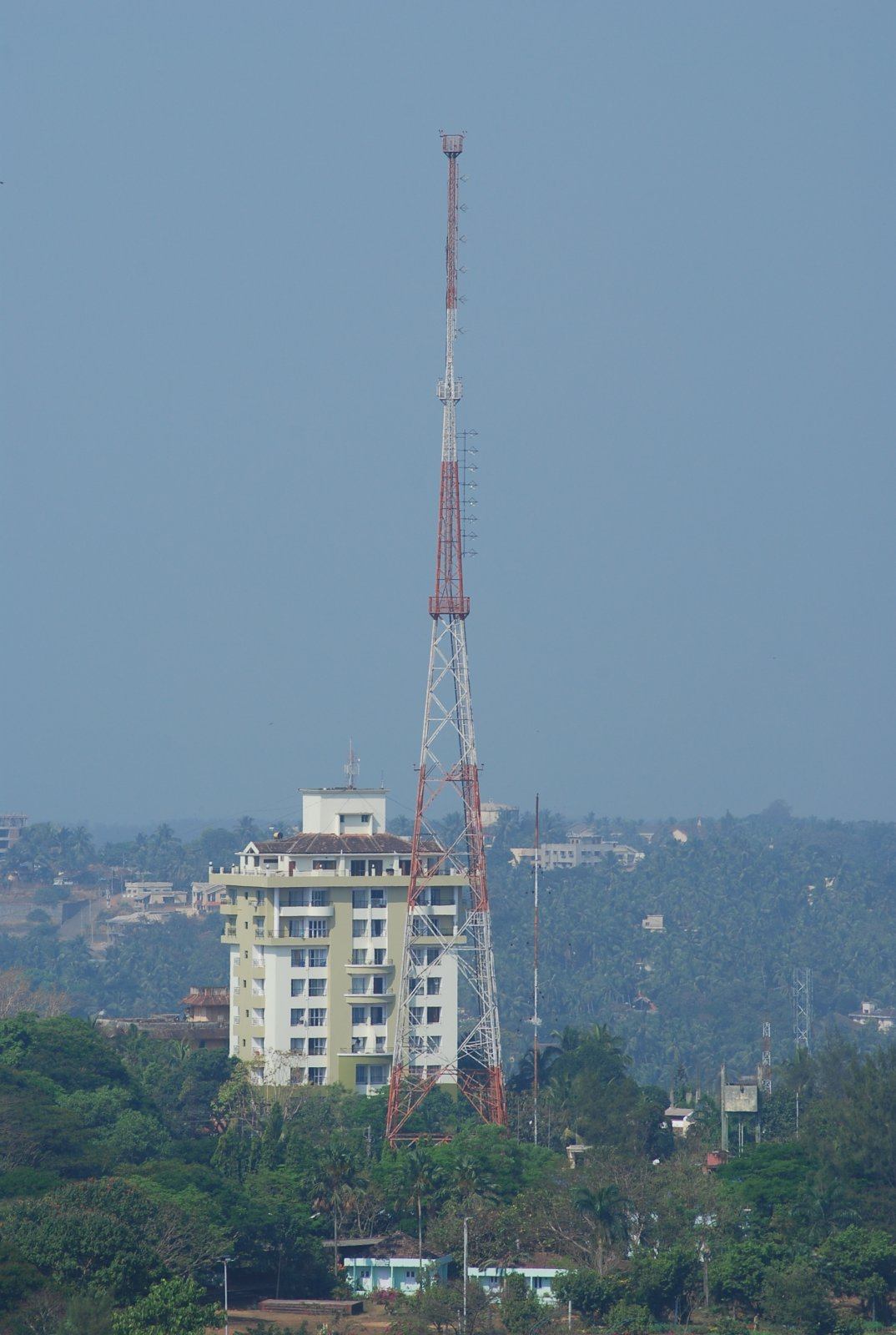
L'émetteur de AIR à Mangalore.

Lorsque le pays accède finalement à l'indépendance en 1947, All India Radio devient tout naturellement la propriété du nouveau gouvernement. Principal média du pays (la télévision n'existe pas encore), la radio nationale se donne pour mission de consolider l'unité de la nation et de promouvoir les valeurs prônées par la constitution (accès à la culture au plus grand nombre, promotion des valeurs traditionnelles et des cultures minoritaires, défense de la démocratie). Les émissions de divertissement et plus encore l'information régionale connaissent une montée en puissance (création de stations régionales à Lucknow, Nagpur, Madras…). 
Radio Newsreel, une radio à vocation essentiellement informative (diffusée en anglais et hindi) voit le jour le 10 décembre 1955. 
Les premières retransmissions des débats au parlement indien débutent le 14 avril 1961. Elles sont complétées ultérieurement par des émissions sur la vie politique et l'actualité parlementaire : Today in Parliament (en anglais) et Sansad Sameeksha (en hindi).
La plupart des stations de la compagnie sont diffusées en ondes moyennes, ondes courtes et dans les principales agglomérations, en modulation de fréquence (FM). Deux stations de radio émettent uniquement en FM au niveau national : FM Rainbow Channel (née en 1995, essentiellement consacrée à l'information) et FM Gold (née en 2001, essentiellement consacrée au divertissement).

## Service tibétain
Le service tibétain fait partie de la division des services externes de All India Radio. Cette station a joué un rôle crucial pour éclairer le peuple tibétain et la communauté tibétaine de la région de l'Himalaya et pour promouvoir l'intérêt stratégique de l'Inde depuis la fin des années 1950. Tseyang, ou Tsering Yangzom dite Betty-la, fille de Dasang Damdul Tsarong est annonceur au service tibétain de la radio indienne dans les années 1960.